# Теорија кореспонденције
Теорија кореспонденције, ек. теорија преписке, ијек. теорија пријеписке је једна од најстаријих и најзаступљенијих теорија истине. Њу је утемељио Аристотел говорећи да је истинито рећи о ономе што јесте да јесте, а о ономе што није да није. Такође је говорио да је нетачно рећи о ономе што јесте да није или о ономе што није да јесте. 
Ту се ради о примату стварности, над мишљењем о тој стварности: Човек није блед зато што ми тврдимо да је блед, већ је наше тврђење да је он блед истинито зато што је он стварно блед. Ова теорија изражава здраворазумска схватања истине, и дуго је важила као општа теорија истине

## Теорија
По овој теорији истинито је оно мишљење које одговара стварности. Истина је у слагању мисли и ствари (Adequatio intelectus et rei - Мисао је адекватна стварима.). Истинито је оно мишљење које је адекватно тј. које кореспондира стварности. Ради се о слагању суда с оним о чему судимо а што је онакво какво је, без обзира како ми судимо о томе.
Ова теорија је била прихваћена и у средњем и у новом веку. Током 20. века су је унеколико заступали и марксисти (теорија одраза).
Пошто говори о слагању мишљења са стварношћу, зове се још и теорија адекватности, а с обзиром да потиче још из старог века назива се и класична теорија истине.

## Проблеми
Ова теорија има одређене недостатке јер из одређења истине у теорији кореспонденције не произилази никакав критеријум за разликовање истине од неистине. Она каже ШТА? је истина, али не каже КАКО? да утврдимо да је неко уверење односно тврђење истинито. 
Друго, ова теорија изгледа убедљиво у једноставним случајевима чулног опажања и где је присутна очигледност, али је проблем када морамо да закључујемо не на основу чулног опажања и очигледности већ на основу сложених научних истраживања (из чега је састављен молекул воде, ми то не можемо да видимо).

## Критеријуми истине
На питање о критеријуму истине присталице ове теорије одговарају на различите начине:
1. Неки мислиоци општи критеријум налазе у очигледности.
2. Други су тај критеријум тражили у општем слагању већине људи око садржаја неких уверења.
3. Трећи тип одговора било је одустајање да се нађе било који општи критеријум већ да треба да важе специфични посебни критеријуми за специфичне и посебне прилике.